# 澳門巴士51X路線
澳門巴士51X路線是由新福利經營，往返關閘和蝴蝶谷大馬路的巴士路線。

## 簡介及歷史
- 為應對國慶長假期關閘入境的客流，交通事務局於2018年10月4日至7日09:00-14:00期間首次提供服務，採用點對點方式運作，由關閘廣場開往連貫公路／巴黎人。[1][2]

- 2018年12月31日至2019年1月1日，因應除夕澳門各處舉行迎新慶祝活動，本線再度提供服務，並提供回程往關閘。[3]

- 2019年2月2日，因應農曆新年連續假期，本線於新年期間09:00-15:00期間提供服務，由關閘廣場開往連貫公路／巴黎人。[4]

- 2019年5月1日，因應“五一黃金週”連續假期，本線於09:00-14:00期間提供服務，由關閘廣場開往連貫公路／巴黎人。[5]

- 2019年12月31日至2020年1月1日，因應除夕澳門各處舉行迎新慶祝活動，本線再度提供服務。[6]

- 2021年1月4日起，本線再度提供服務，並改為星期一至六尖峰時段服務，服務時間為星期一至六06:30-09:00、16:00-19:00提供服務。新增停靠“北安出入境事務大樓”、“澳門機場”、“偉龍／科技大學”、“澳門土木工程實驗室”、“北安大馬路／和睦街”站。[7]

- 2021年2月13日至17日、5月1至2日，本線在中國大陸假期臨時改為全日班次，服務時間為06:30-19:00，其中在春節假期期間，繁忙時段班距維持10-15分鐘，非繁忙時段班距為20-30分鐘。[8][9]而在勞動節假期期間班距為10-20分鐘。[10]

- 2021年8月14日起，靠近關閘東側旅遊巴上落客區的“關閘廣場”站更名為“關閘東側上落客區”。[11]

- 2021年11月27日起，本線延伸至蝴蝶谷大馬路總站，並由循環線改為雙向線，服務時間維持不變。[12]

- 2022年3月26日起，新增停靠路氹連貫公路行人天橋近澳門倫敦人酒店一側的「連貫公路／倫敦人」站，原「連貫公路／倫敦人」站取消停靠。[13]

- 2022年5月28日起，新增停靠「和諧廣場／樂群樓」站。[14]

- 2022年7月11日至17日，因實施「全澳相對靜止管理」措施，本線暫停營運。[15]

- 2022年7月18日至22日，因宣佈延長“相對靜止管理”措施，本線維持上述措施。[16]

- 2022年7月23日起，因“相對靜止管理”結束，本線恢復營運。[17]

- 2023年1月18日起，“北安病毒核酸檢測站”臨時站更改為“北安出入境事務大樓”臨時站。[18][19]

- 2023年3月18日起，上述臨時站措施取消，臨時停靠「北安大馬路／新城區」站。[20]

- 2023年8月26日起，上述措施調整為永久措施。[21]

- 2023年12月31日至2024年1月1日，因應澳門多處舉行跨年慶祝活動，往關閘方向23:00-01:00提供服務。[22]

- 2024年4月7日，新增停靠“和諧廣場／業興大廈”站。[23]

- 2024年9月7日起，恢復停靠「北安出入境事務大樓」站。

- 2024年12月31日至2025年1月1日，因應澳門多處舉行跨年慶祝活動，往關閘方向於23:00-01:00提供服務。[24]

## 使用車輛
2022年7月前：
- 蘇州金龍KLQ6108GQ28E4
- 蘇州金龍KLQ6108GQ28
- 蘇州金龍KLQ6108GQ30
- 蘇州金龍KLQ6115GQ

2022年7月起：
- 蘇州金龍KLQ6115GQ
- 蘇州金龍KLQ6108GQ28E4

2022年8月5日起：
- 蘇州金龍KLQ6115GQ
- 蘇州金龍KLQ6108GQ28E4
- 蘇州金龍KLQ6108GQ28
- 蘇州金龍KLQ6108GQ30

2022年10月起：
- 蘇州金龍KLQ6115GQ
- 蘇州金龍KLQ6108GQ28E4
- 蘇州金龍KLQ6108GQ30

2022年12月起：
- 蘇州金龍KLQ6108GQ28E4

2023年1月2日起：
- 蘇州金龍KLQ6108GQ28E4
- 蘇州金龍KLQ6108GQ28

2023年1月7日起：
- 蘇州金龍KLQ6116GHEV1
- 蘇州金龍KLQ6116GHEV2

2024年5月起：
- 蘇州金龍KLQ6116GHEV1
- 蘇州金龍KLQ6106GHEV1

## 電牌
| 往路氹／石排灣方向     | 往路氹／石排灣方向 | 往路氹／石排灣方向 |
| 日期                   | 頭牌               | 圖例               |
| ---------------------- | ------------------ | ------------------ |
| 2019年2月9日前         | 蓮花圓形地         |                    |
| 2019年2月9日起         | 路氹金光大道       |                    |
| 2021年1月9日前         | 連貫公路           |                    |
| 2021年1月9日至11月26日 | 路氹連貫公路       |                    |
| 2021年11月27日起       | 蝴蝶谷大馬路       |                    |
| 往關閘方向             |                    |                    |
| 日期                   | 頭牌               | 圖例               |
| 開線至今               | 關閘               |                    |

## 路線資料

### 收費
| 收費類別     | 收費類別                      | 收費類別             | 費用 |
| ------------ | ----------------------------- | -------------------- | ---- |
| 現金         | 現金                          | 現金                 | $6.0 |
| 境外支付工具 | 支付寶（內地及香港）          | 支付寶（內地及香港） | $6.0 |
| 境外支付工具 | 雲閃付 非綁定澳門銀聯卡       |                      | $6.0 |
| 境外支付工具 | 微信支付（內地及香港）        |                      | $6.0 |
| 境外支付工具 | 交通聯合 非澳門發行的全國通卡 |                      | $6.0 |
| 境內支付工具 | 澳門通                        | 全民卡               | $4.0 |
| 境內支付工具 | 澳門通                        | 學生卡               | $2.0 |
| 境內支付工具 | 澳門通                        | 長者卡               | 免費 |
| 境內支付工具 | 澳門通                        | 殘疾卡               | 免費 |
| 境內支付工具 | 聚易用＋                      | 聚易用＋             | $4.0 |

### 服務時間及班距
| 服務時間                      | 星期一至六              | 星期日 （含公眾假期） |
| ----------------------------- | ----------------------- | --------------------- |
| 關閘東側上落客區              | 06:30-09:00 16:00-19:00 | 停駛                  |
| 蝴蝶谷大馬路                  | 06:30-09:00 16:00-19:00 | 停駛                  |
| 班距                          | 10-15分鐘               | 停駛                  |
| 懸掛8號風球後15分鐘開出尾班車 |                         |                       |

### 路線停站
| 51X  | 關閘 ↔ 蝴蝶谷大馬路 | 關閘 ↔ 蝴蝶谷大馬路 | 關閘 ↔ 蝴蝶谷大馬路     | 關閘 ↔ 蝴蝶谷大馬路 | 關閘 ↔ 蝴蝶谷大馬路 | 關閘 ↔ 蝴蝶谷大馬路 |
| 序號 | 往程                | 往程                | 往程                    | 返程                | 返程                | 返程                |
| 序號 | 站號                | 站名                | 輕軌站／出入境口岸      | 站號                | 站名                | 出入境口岸          |
| 1    | M248                | 關閘東側上落客區    | 關閘邊檢大樓            | C690/2              | 蝴蝶谷大馬路總站    |                     |
| 2    | T316                | 北安大馬路／新城區  |                         | C689/2              | 和諧廣場／樂群樓    |                     |
| 3    | T354                | 北安出入境事務大樓  | 氹仔碼頭站 氹仔客運碼頭 | T360                | 連貫公路／新濠影匯  |                     |
| 4    | T356/1              | 澳門機場            | 機場站 澳門國際機場     | T376/2              | 連貫公路／巴黎人    |                     |
| 5    | T373/1              | 偉龍／科技大學      |                         | T374                | 澳門土木工程實驗室  |                     |
| 6    | T375                | 連貫公路／新濠天地  |                         | T317                | 北安大馬路／和睦街  |                     |
| 7    | T380                | 連貫公路／倫敦人    |                         | M247                | 海上居              |                     |
| 8    | C688/2              | 和諧廣場／業興大廈  |                         | M248                | 關閘東側上落客區    | 關閘邊檢大樓        |
| 9    | C690/2              | 蝴蝶谷大馬路總站    |                         |                     |                     |                     |

## 趣事
- 在2019年1月1日，巴士電牌只顯示新年快樂，為首次巴士電牌顯示目的地以外的字眼

## 客量
根據2020年公報，本線在2019年度尖峰時段共開出218班，乘車人次為5,264人次，平均每班接載24.2人次。

## 圖片集

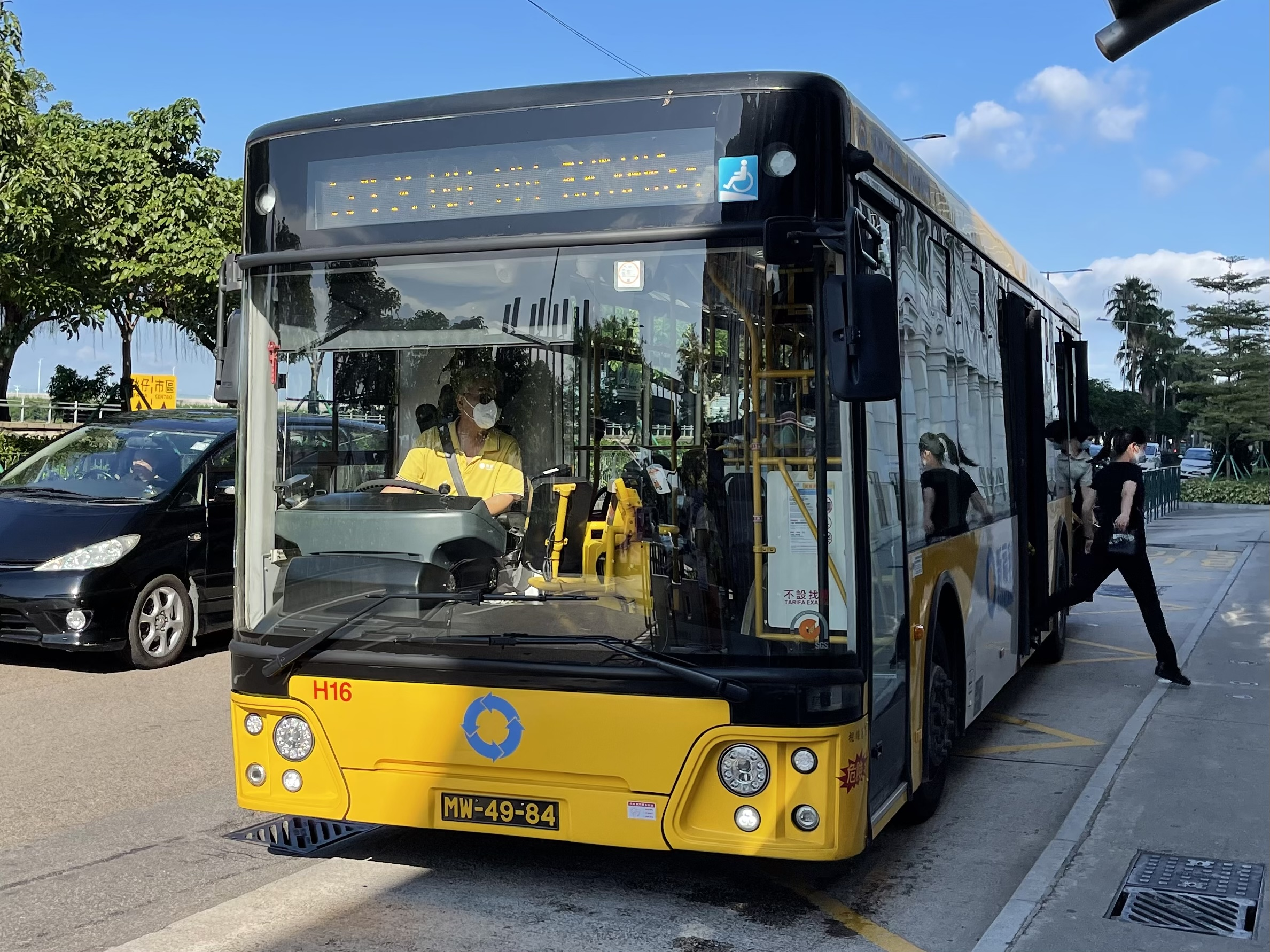
蘇州金龍KLQ6115GQ
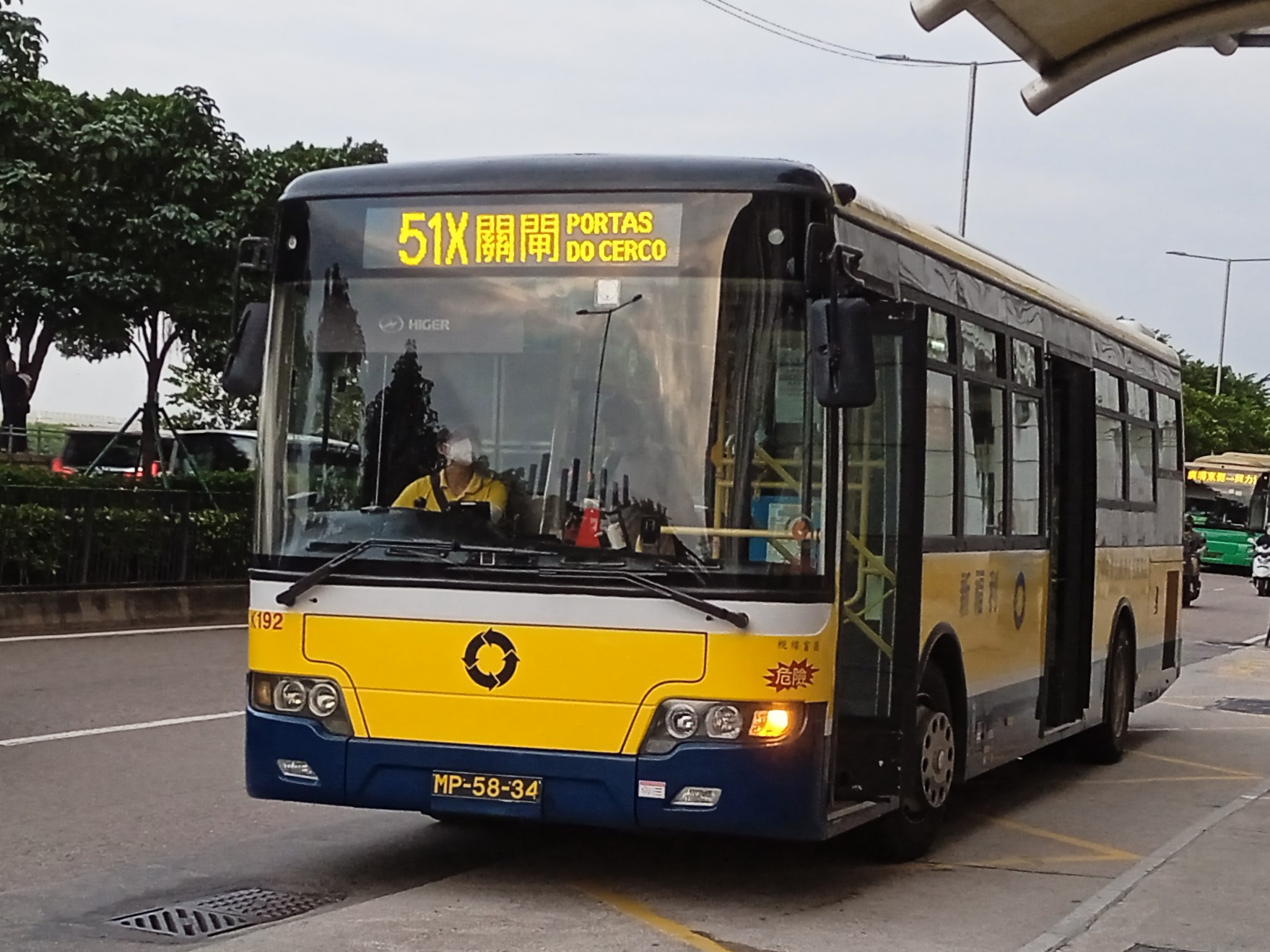
蘇州金龍KLQ6108GQ30
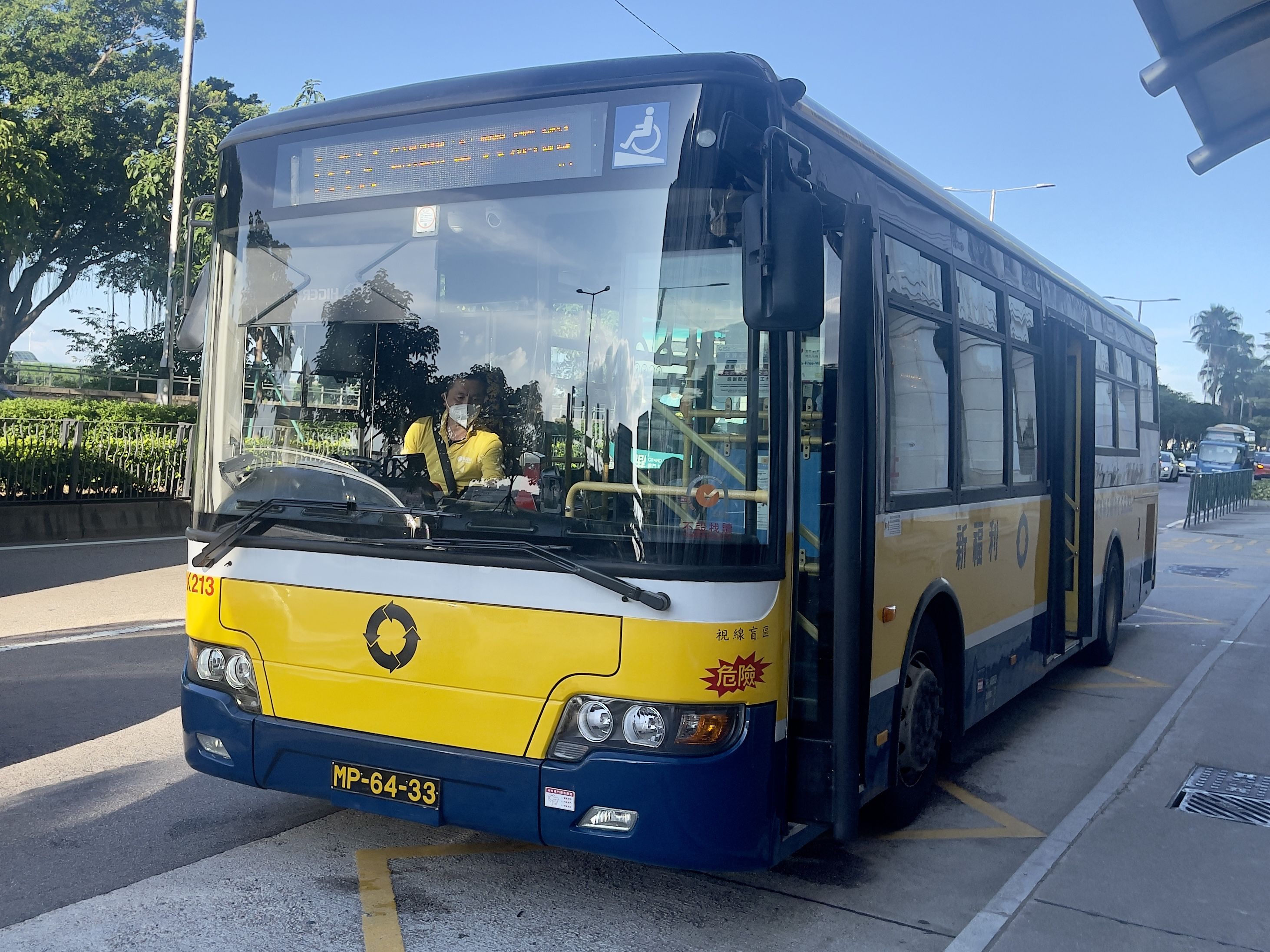
蘇州金龍KLQ6108GQ28
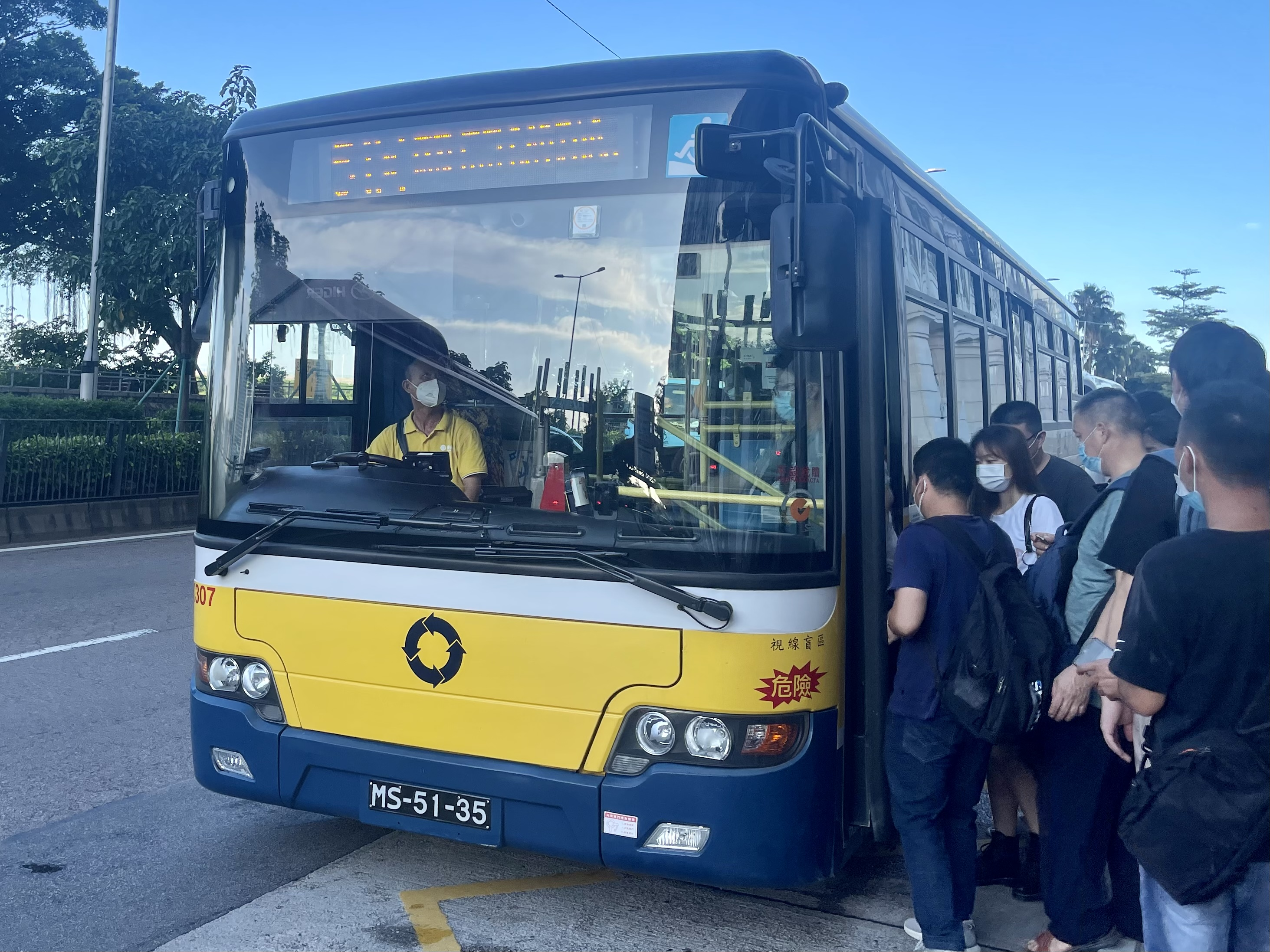
蘇州金龍KLQ6108GQ28E4
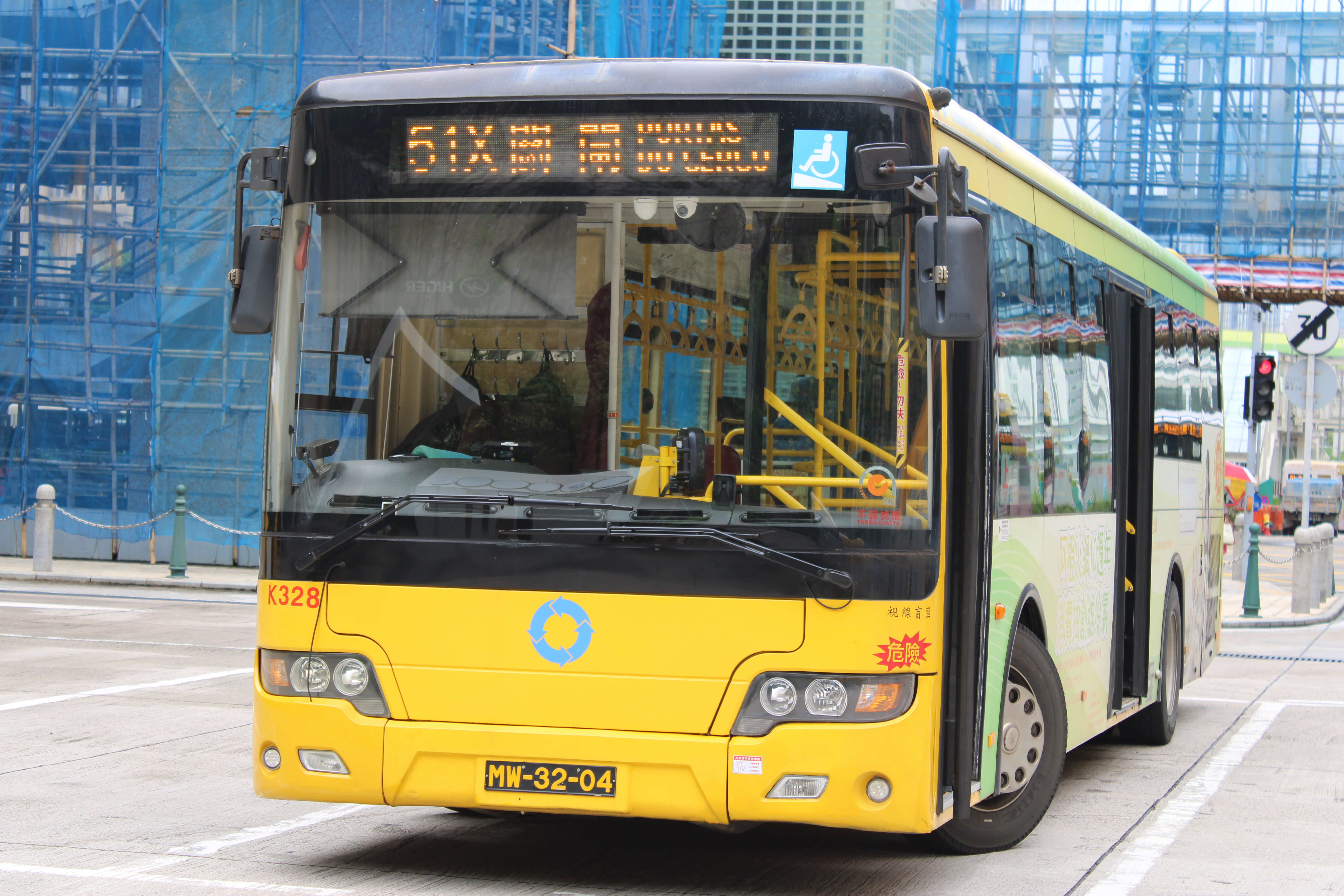
蘇州金龍KLQ6108GQ28E4
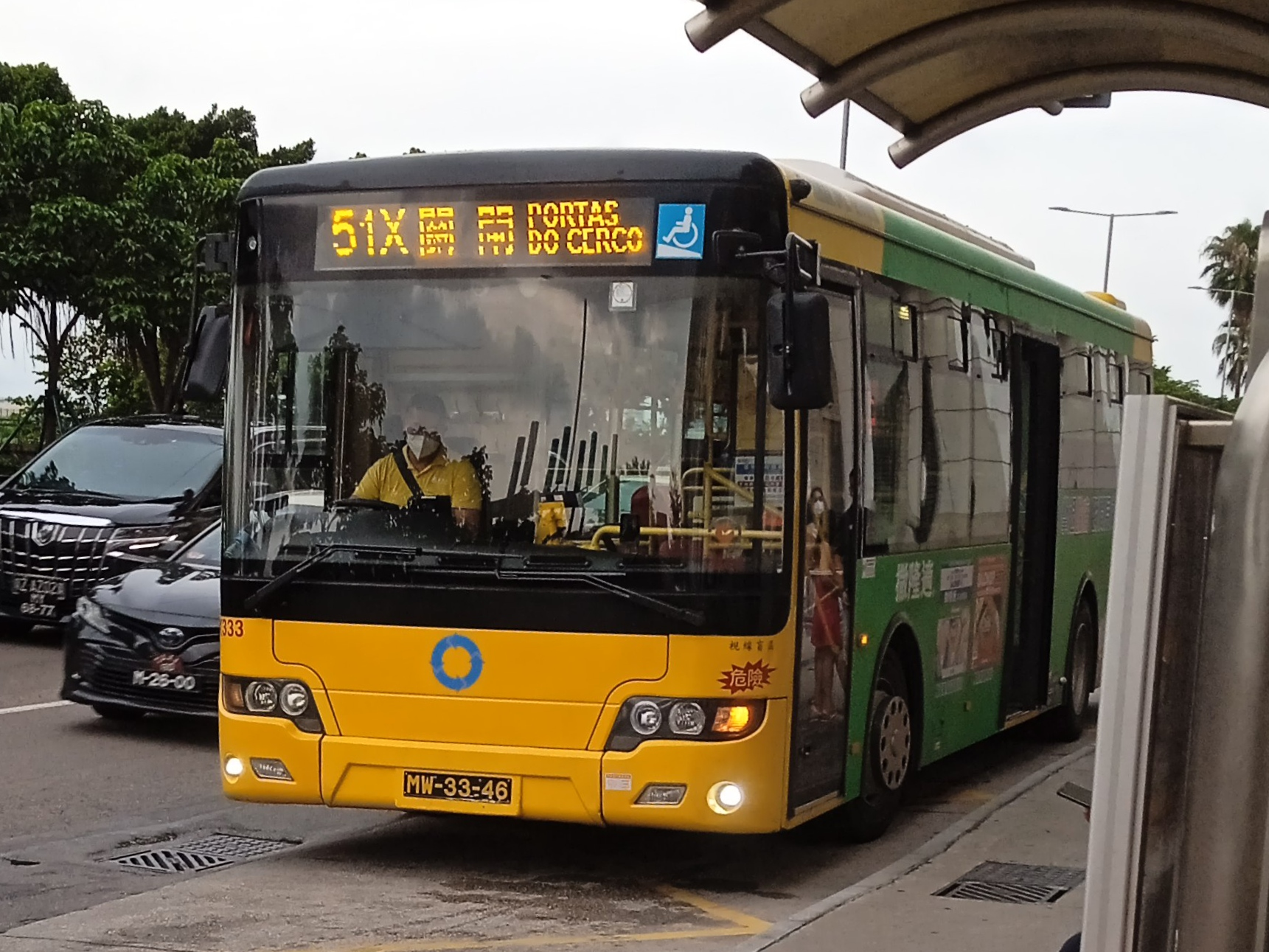
蘇州金龍KLQ6108GQ28E4
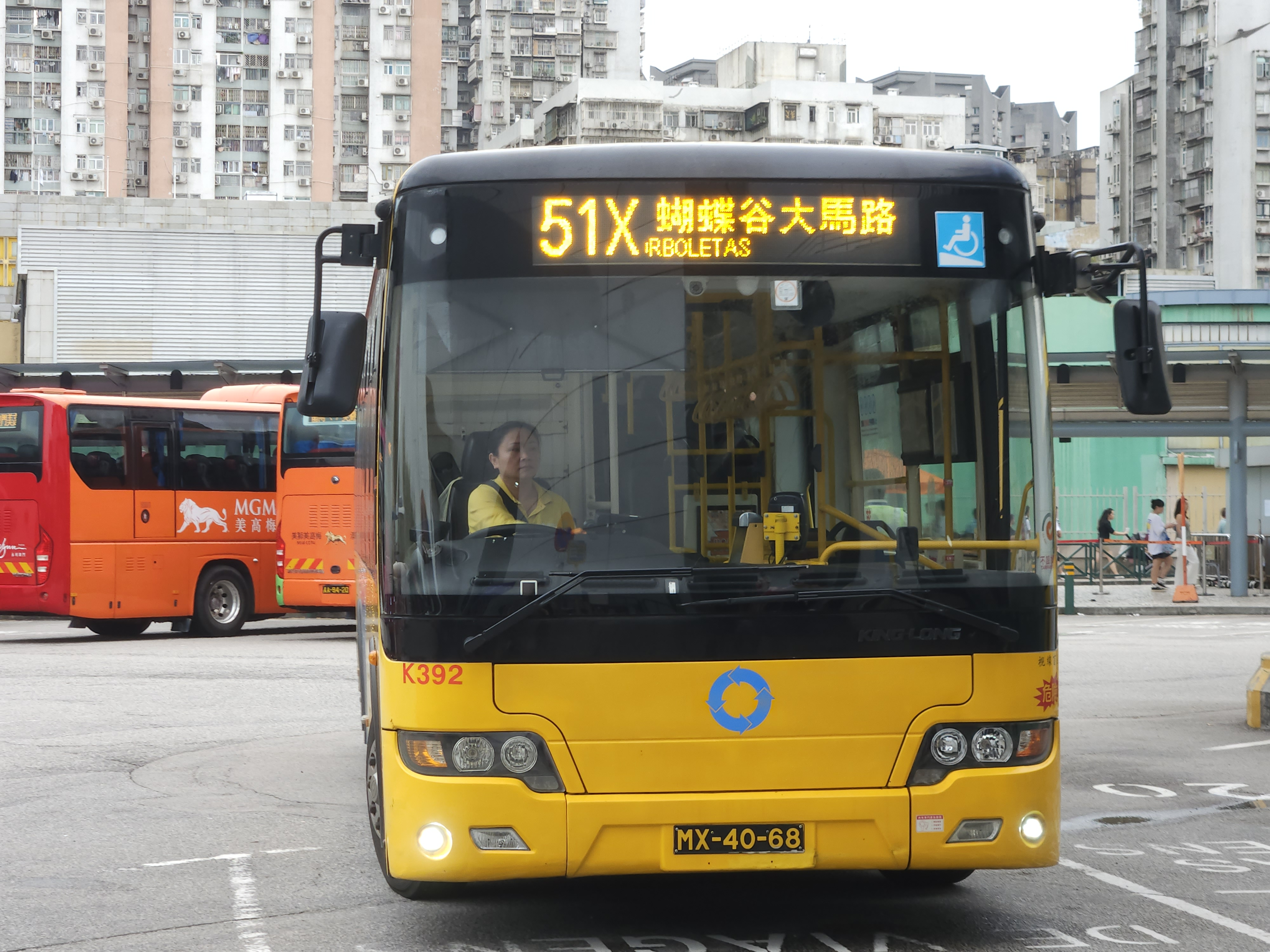
蘇州金龍KLQ6960GQE5
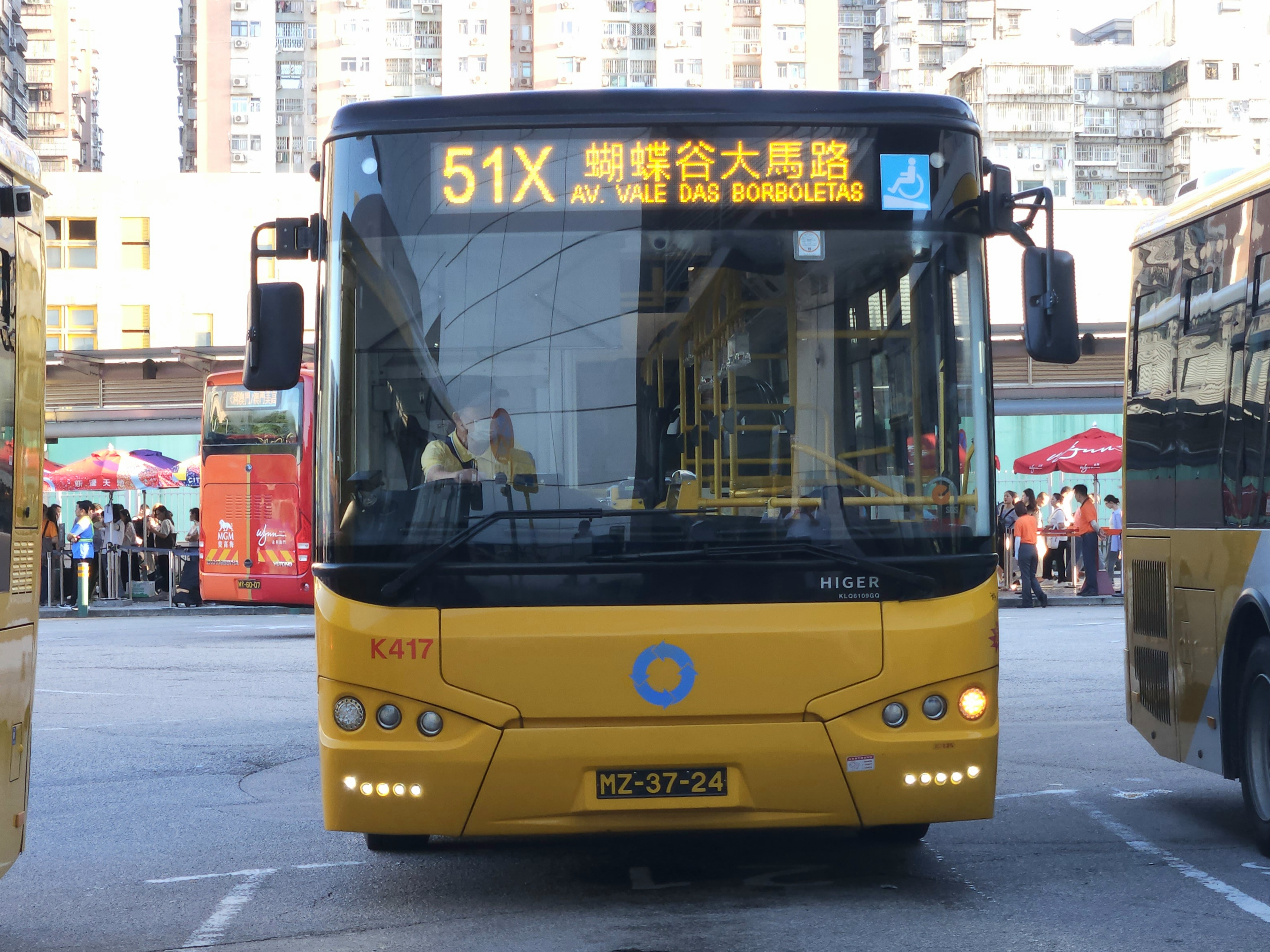
蘇州金龍KLQ6109GQ
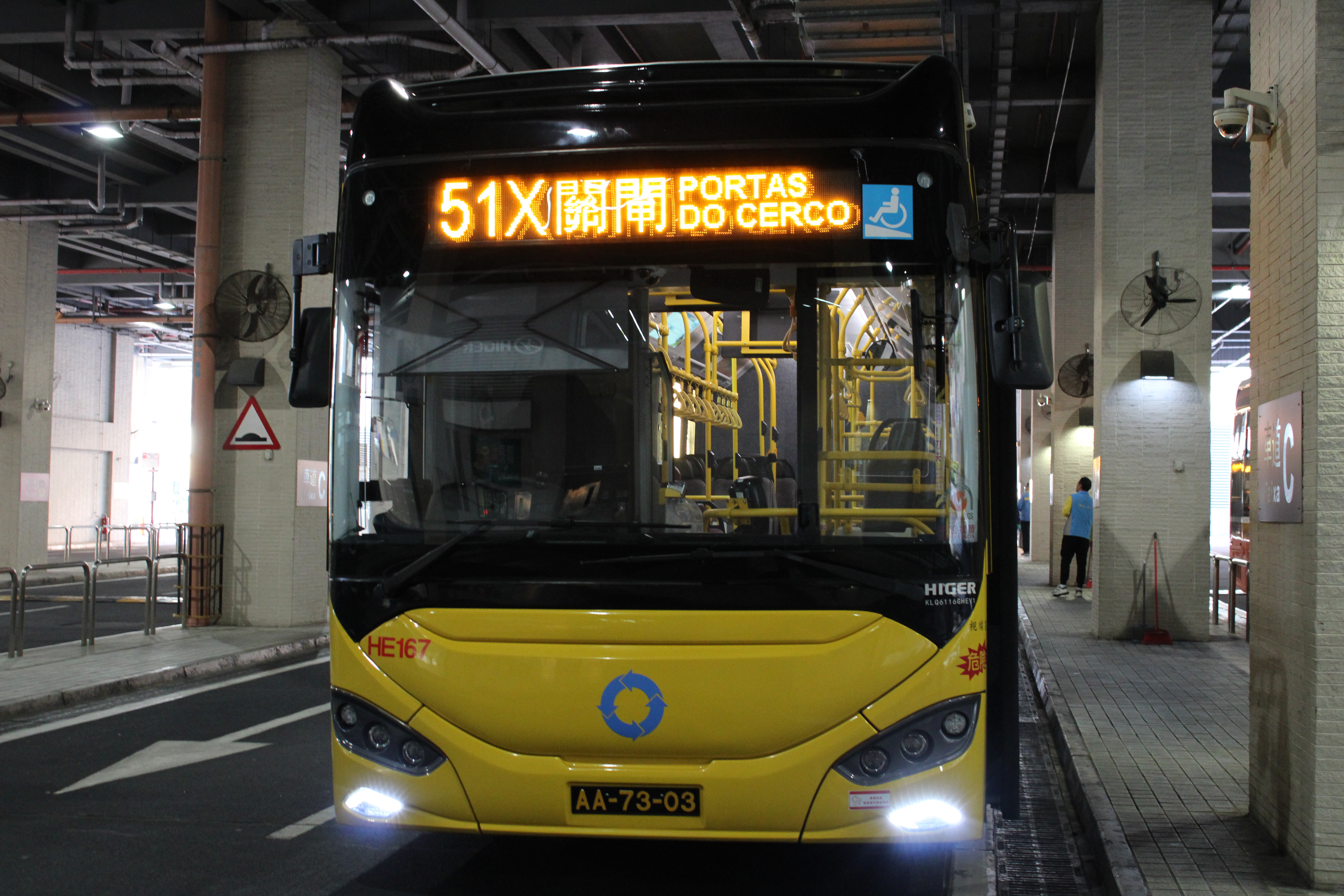
蘇州金龍KLQ6116GHEV1
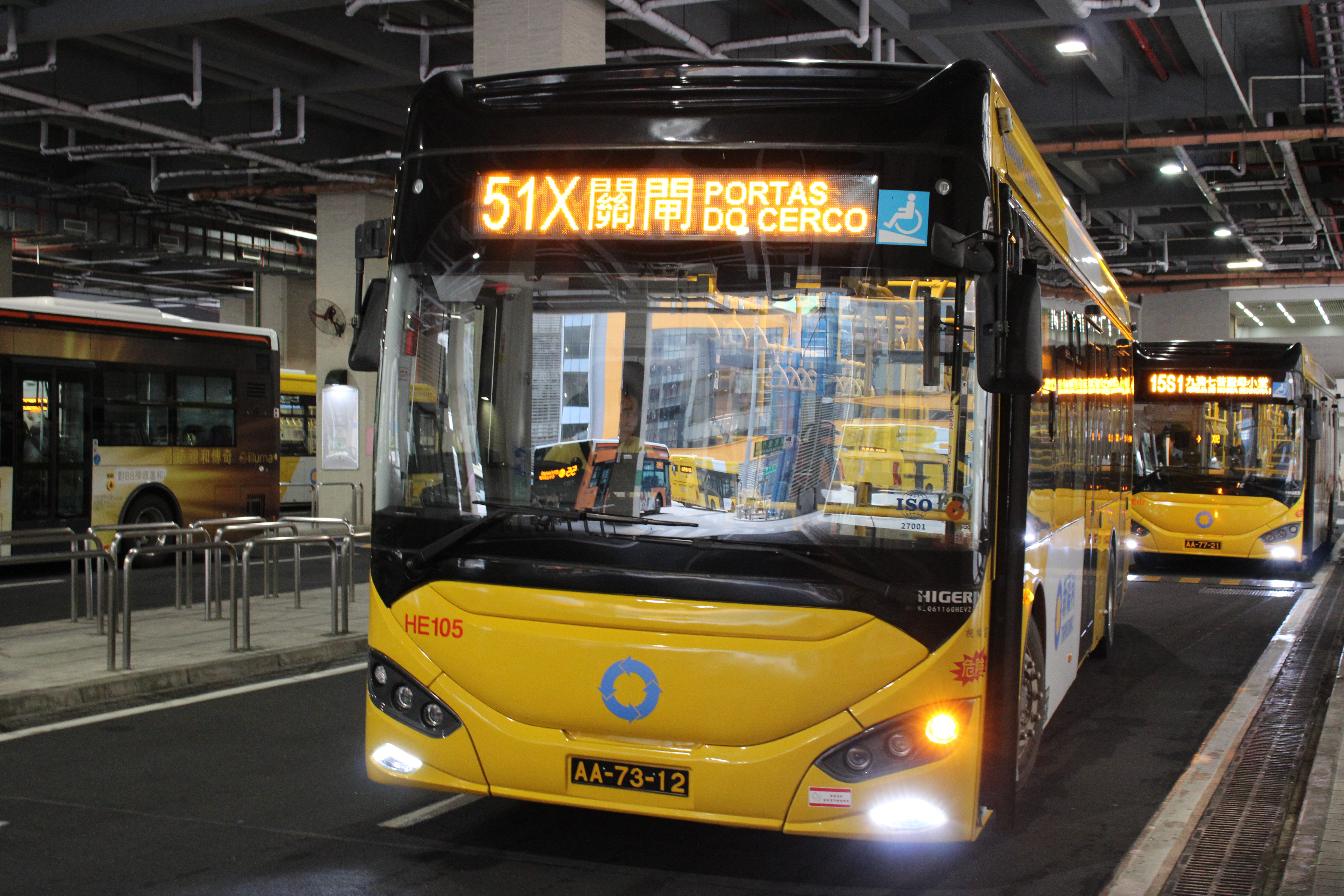
蘇州金龍KLQ6116GHEV2
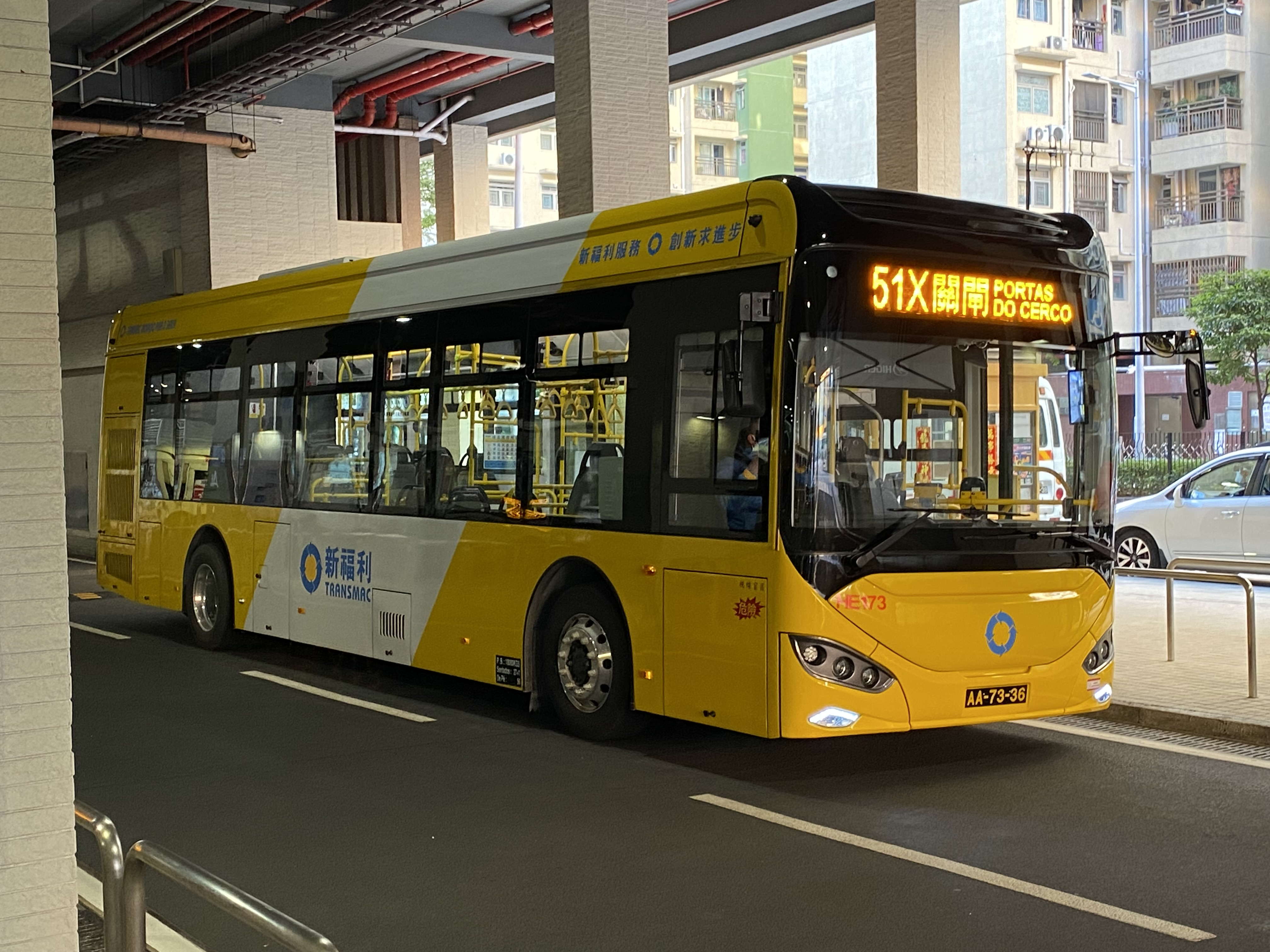
蘇州金龍KLQ6116GHEV1
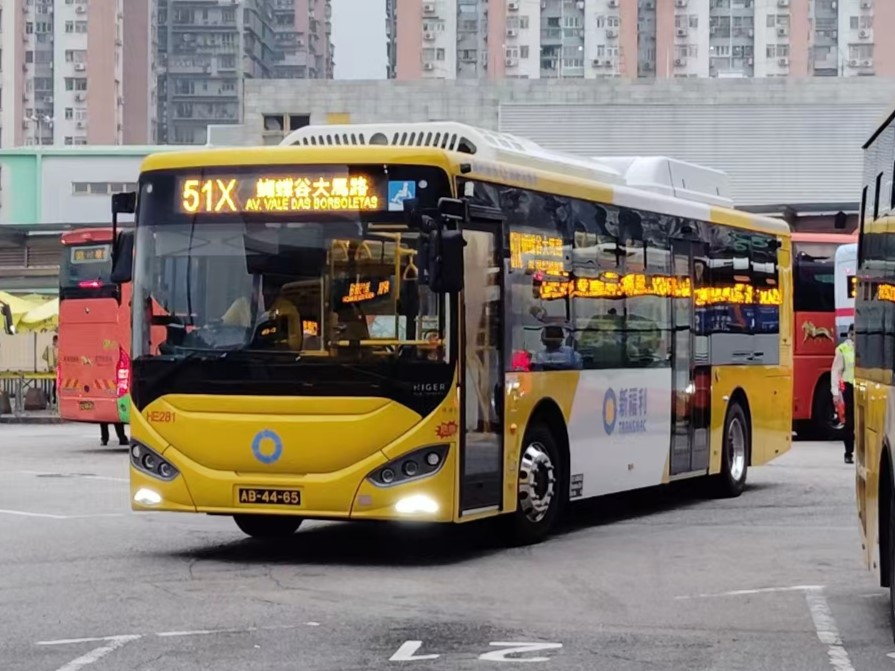
蘇州金龍KLQ6106GHEV1
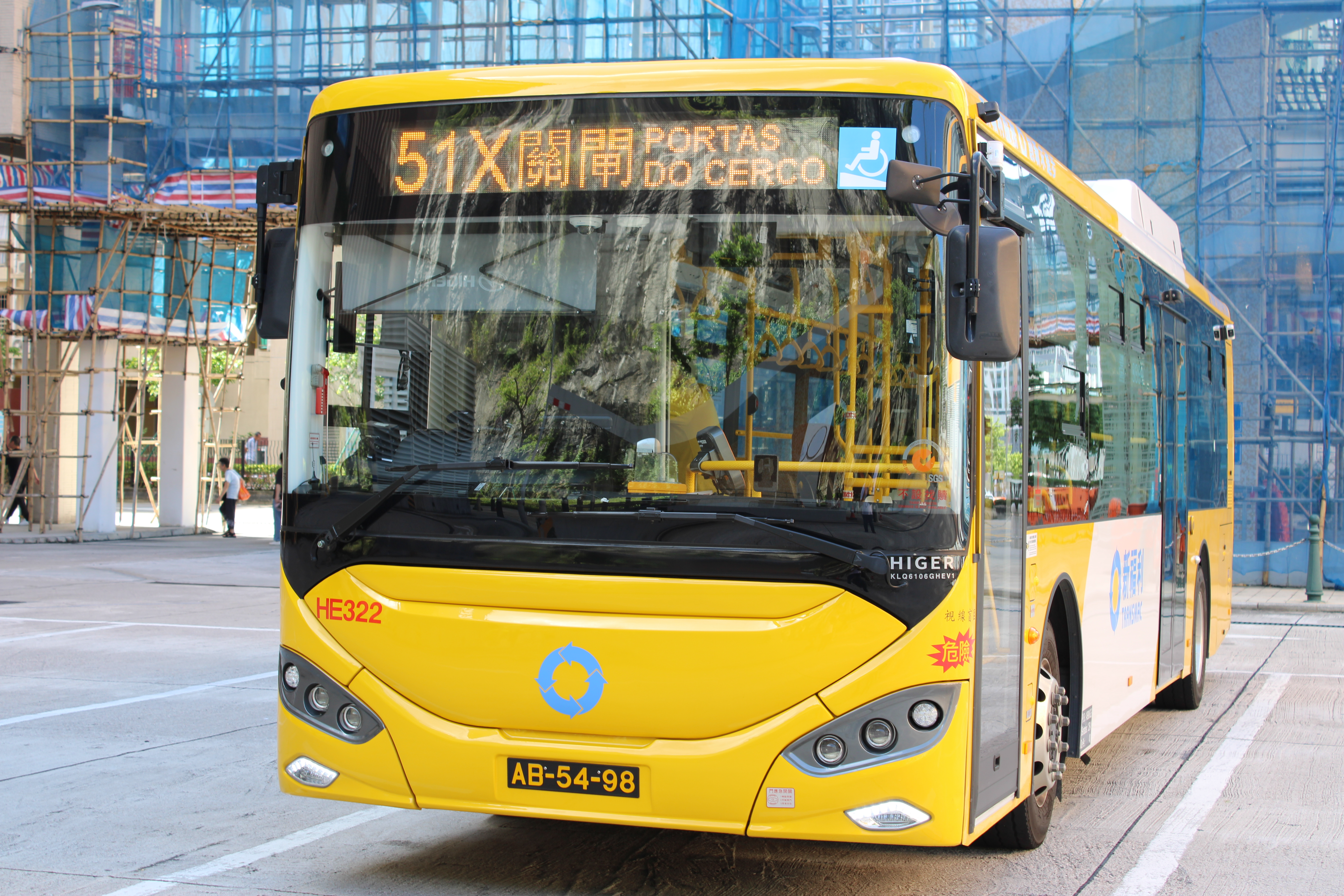
蘇州金龍KLQ6106GHEV1

## 外部連結
- （繁體中文）澳門新福利公共汽車有限公司官方網頁 （页面存档备份，存于）